# Бустабо, Гила
Ги́ла Буста́бо (итал. Guila Bustabo; 25 февраля 1916, Манитовок, штат Висконсин — 27 апреля 2002, Бирмингем, штат Алабама) — американская скрипачка. Дочь музыкантов — итальянца и чешки; мать Бустабо, пианистка, аккомпанировала дочери на протяжении многих десятилетий.

## Биография
Бустабо была вундеркиндом. С 4-летнего возраста она училась в Чикаго у известного музыкального педагога Леона Заметини и в 9 лет дебютировала как солистка с Чикагским симфоническим оркестром. Затем училась в Джульярдской школе у Луиса Персинджера. В 1931 г. впервые выступила в Карнеги-холле. В 1934 г. предприняла первое европейское турне и затем на протяжении десятилетия широко концертировала в Великобритании, Италии, Германии, скандинавских странах, выступая, в частности, с оркестрами под руководством Герберта фон Караяна, Вильгельма Фуртвенглера, Освальда Кабасты и особенно Виллема Менгельберга; известностью пользуется запись концертов Бетховена и Макса Бруха с оркестром Концертгебау под управлением Менгельберга. Бустабо посвятил свой скрипичный концерт Эрманно Вольф-Феррари (сохранилась поздняя, 1971 года, концертная запись этого произведения, сделанная Бустабо с Мюнхенским филармоническим оркестром под управлением Рудольфа Кемпе), она также была первой исполнительницей скрипичного концерта Отмара Нуссио.
В 1946 г. Бустабо и её мать были арестованы в Париже по обвинению в сотрудничестве с нацистским режимом. Формальные обвинения были с неё в дальнейшем сняты, но их тень свела к минимуму её дальнейшую исполнительскую карьеру. Долгие годы она продолжала жить в Европе, в 1964—1970 гг. была профессором скрипки в Инсбруке, затем вернулась в США.
В 1993 г. в США был начат перевыпуск старых записей скрипачки под общим названием «Наследие Бустабо» (англ. The Bustabo Legacy).